# Inaicyra Falcão dos Santos
Inaicyra Falcão dos Santos (Salvador, Bahia) é uma cantora lírica, professora doutora e pesquisadora das tradições africano-brasileiras, na educação e nas artes performáticas no Departamento de Artes Corporais da Unicamp. É filha de Mestre Didi e neta de Mãe Senhora, Ialorixá do Candomblé.

## Biografia
Graduada em Dança pela Universidade Federal da Bahia, com mestrado em Artes Teatrais pela Universidade de Ibadan na Nigéria e doutora em Educação pela USP.
Frequentou cursos na área de dança moderna e jazz no Studio Alvin Ailey em Nova Iorque, no Laban Centre for Movement and Dance em Londres, e na Schola Cantorum em Paris.
Fez inúmeras viagens ao exterior. Ela torna-se dançarina e pesquisadora deste universo, realizando estudos e concluindo cursos de pós-graduação na Universidade de Ibadan, na Nigéria, e participando das experiências de vanguarda de recriação da linguagem da dança no contexto afro-brasileiro, especialmente nas montagens dos autos coreográficos do Grupo Arte e Espaço da SECNEB, como AJAKÁ, Iniciação para a Liberdade.
Posteriormente, já de volta definitivamente ao Brasil, exercendo a docência na Unicamp, descobre seu talento de cantora lírica, trabalhando na recriação da música sacra negra.

## Obras
- Corpo e Ancestralidade Uma proposta pluricultural de dança-arte-educação, Editora da UFBA, Salvador, 2002
- CD Okan Awa - Cânticos da Tradição Yorubá, Atração Fonográfica, 2002